# パイパロープ・ゴーキャットジム
パイパロープ・ゴーキャットジム（泰: ไผ่ผารบ ก่อเกียรติยิม、英: Paipharob Kokietgym、1983年5月5日 - ）は、タイのプロボクサー。元WBA世界ミニマム級暫定王者。PABA3階級制覇王者。チャイヤプーム県出身。

## 来歴
2002年8月7日プロデビュー。6回判定勝ち。その後7年のブランク。
2009年10月9日、PABAフライ級王者レイ・ミグレノと対戦し、4回KO勝ちを収め王座獲得に成功した。そこからKO率が上昇し強打が開花した。
その後フライ級からライトフライ級に階級を落とし、2009年12月25日、ドニー・マバオとPABAライトフライ級暫定王座決定戦を行い、5回KO勝ちを収めPABA王座の2階級制覇に成功した。
2010年6月9日、正規王者ウィサヌ・ゴーキャットジムのスーパー王座認定に伴い空位になった正規王座に認定された。
2010年6月13日、ライアン・マリテックとWBOアジア太平洋ライトフライ級王座決定戦を行い、2回1分30秒TKO勝ちを収め王座獲得に成功した。
2010年8月13日、エリック・ディアス・シレガーと対戦し、シレガーの4回終了時棄権した為PABA王座は3度目、WBOアジア太平洋王座は初防衛に成功した。
2010年10月8日、ジャン・タオと対戦し、1回2分18秒TKO勝ちを収め4度目の防衛に成功した。
2010年11月、PABAライトフライ級を返上。
2010年11月14日、クワンタイ・シッモーセンのスーパー王座認定に伴うPABAミニマム級王座決定戦でドミ・ネノケバ（インドネシア）と対戦し、初回1分19秒KO勝ちを収め、PABA王座の3階級制覇に成功した。
2011年2月、WBOアジア太平洋ライトフライ級王座を返上。
2011年9月16日、ロッブリー県のバーンミー・スポーツセンターでジャック・アミサと対戦し、1回2分16秒TKO勝ちを収めPABA王座6度目の防衛に成功した。
2011年11月7日、ノーンカーイ県でヘスス・シルベストレとWBA世界ミニマム級暫定王座決定戦を行い、前半はパイパロープのペースになるも逆に後半はシルベストレがペースを握る互角の展開に。結果12回3-0(116-112、115-113、115-114)の判定勝ちを収め暫定ながら王座獲得に成功するも、デビュー時のフライ級からの急激な減量が原因でスタミナ切れになった為、減量苦が一部では飛び交うほどだった。
2012年1月7日、ロッブリー県の路上でプロボクサー仲間とバイクの2人乗りをして職務質問を受けた際に覚せい剤を100錠所持していた為、麻薬取締法違反で逮捕された 。
2012年5月10日、WBA世界ミニマム級暫定王座を剥奪され、WBA世界ミニマム級1位も空位になった。
2012年9月13日、バンコクのMBKセンターでABCOコンチネンタルフライ級王座決定戦を行い、12回3-0（117-111、116-113、116-112）の判定勝ちで王座獲得に成功した。
2012年11月26日、ノーンカーイ県で行われたABCOライトフライ級暫定王座決定戦でロケ・ラウロと対戦し、12回3-0（114-112、114-113、116-111）の判定勝ちで王座獲得に成功した。
2013年11月7日、WBAはパイパロープが332日間試合をしていない為、パイパロープにWBA世界ライトフライ級15位への降格処分を科した。
2014年5月8日、ロッブリー県バーンミー郡のワット・プノーイでジェイアー・エストレモスとWBOオリエンタルライトフライ級王座決定戦を行い、4回TKO勝ちを収め王座獲得に成功した。
2014年7月10日、ノンタブリー県パーククレット郡でボビー・コンセプションと対戦し、3回KO勝ちを収め初防衛に成功した。
2014年9月12日、サムットプラーカーン県バーンプリー郡タムボン・バーンプリーヤイでランディ・ペタルコリンのWBA世界ライトフライ級暫定王座決定戦出場に伴いファリス・ネンゴとPABAライトフライ級王座決定戦を行い、3-0の判定勝ちを収め、4年ぶりの王座返り咲きに成功した。
2014年10月4日、ナコーンラーチャシーマー県のワット・バーン・ライでマテオ・ハンディグと対戦し、3-0の判定勝ちを収め初防衛に成功した。
2015年2月13日、ノンタブリー県のSBAC特設会場でライオネル・レガダと対戦し、3回TKO勝ちを収め2度目の防衛に成功した。
2015年8月28日、バンコクでファンザー・ンダヒューと対戦し、初回1分45秒KO勝ちを収め3度目の防衛に成功した。
2015年10月3日、ナコーンラーチャシーマー県のワット・バーン・ライでジョファー・マラヤンと対戦し、マラヤンの2回終了時棄権でPABA王座2度目の防衛に成功した。
2015年11月20日、スパンブリー県ドゥームバーンナーンブワット郡のワット・ドンピクンでオスカー・ラクナファと対戦し、ラクナファが8回時に棄権した為TKO勝ちを収めPABA王座3度目の防衛に成功した。
2016年2月26日、スリン県でジェシー・エスピナスと対戦し、プロ初黒星となる8回TKO負けを喫しWBOオリエンタル王座の4度目の防衛に失敗し、王座から陥落した。
2023年10月13日、後楽園ホールで行われた「LIFETIME BOXING FIGHTS17」で初の海外での試合で日本のリングに初登場して大湾硫斗と対戦したが、前日に大湾が800gの超過があった為試合当日昼に60.3キロをクリアした事で試合は通常通り行われたが、4回1分40秒TKO負けを喫した。

## 獲得タイトル
- 第10代PABAフライ級王座
- PABAライトフライ級暫定王座
- 第10代PABAライトフライ級王座
- WBOアジア太平洋ライトフライ級王座
- 第11代PABAミニマム級王座
- WBA世界ミニマム級暫定王座(防衛0=剥奪)
- ABCOコンチネンタルフライ級王座
- ABCOライトフライ級暫定王座
- WBOオリエンタルライトフライ級王座
- 第13代PABAライトフライ級王座